# Copa América 1979
La Copa América 1979 fu la trentunesima edizione del massimo torneo sudamericano per nazionali di calcio.

## Nazionali partecipanti
| N° | Nazione   | Iscrizione CONMEBOL | Note                         |
| -- | --------- | ------------------- | ---------------------------- |
| 1  | Argentina | 1916                |                              |
| 2  | Brasile   | 1916                |                              |
| 3  | Cile      | 1916                |                              |
| 4  | Uruguay   | 1916                |                              |
| 5  | Paraguay  | 1921                |                              |
| 6  | Perù      | 1925                | Detentore Coppa America 1975 |
| 7  | Bolivia   | 1926                |                              |
| 8  | Ecuador   | 1927                |                              |
| 9  | Colombia  | 1936                |                              |
| 10 | Venezuela | 1952                |                              |

## Formula
Come nell'edizione precedente, nessun Paese organizzò la manifestazione, che venne disputata in gare di andata e ritorno nei differenti Stati. Il torneo, svoltosi nel lungo lasso di tempo tra il 18 luglio e l'11 dicembre 1979, confermava la formula sperimentata quattro anni prima, con la squadra campione in carica (in questo caso il Perù) già promossa alle semifinali e le altre 9 squadre divise in 3 gironi all'italiana da 3 nazionali ciascuno. Queste si affrontavano in gare di andata e ritorno e le prime classificate accedevano alle semifinali, anch'esse in doppia sfida. Pure la finale si sarebbe giocata in due gare di andata e ritorno. Neanche in questa edizione venne disputata la finale per il terzo posto.
La composizione dei gruppi iniziali fu la seguente:

Gruppo A
- Cile
- Colombia
- Venezuela

Gruppo B
- Argentina
- Bolivia
- Brasile

Gruppo C
- Ecuador
- Paraguay
- Uruguay

## Primo turno

### Gruppo A

#### Risultati

##### Andata
| San Cristóbal 1º agosto 1979 | Venezuela | 0 – 0 | Colombia | Estadio Polideportivo de Pueblo Nuevo (18.000 spett.)\| Arbitro: \| Barrancos \| |
| Arbitro:                     | Barrancos |       |          |                                                                                  |

| Arbitro: | Pagano |

|              |           |            |
| Carvajal 70’ | Marcatori | 81’ Peredo |

| Arbitro: | Arppi Filho |

|             |           |  |
| E. Díaz 21’ | Marcatori |  |

##### Ritorno
| Arbitro: | Espósito |

|                                                |           |  |
| Igurán 17’ Valverde 53’ Chaparro 59’ Morón 86’ | Marcatori |  |

| Arbitro: | Labó |

|                                                            |           |  |
| Peredo 3’, 59’ Rivas 38’, 54’ Véliz 76’ Soto 80’ Yáñez 84’ | Marcatori |  |

| Arbitro: | Cáceres |

|                        |           |  |
| Caszely 14’ Peredo 58’ | Marcatori |  |

#### Classifica
| Pos. | Squadra   | Pt | G | V | N | P | GF | GS | DR  |
| ---- | --------- | -- | - | - | - | - | -- | -- | --- |
| 1.   | Cile      | 5  | 4 | 2 | 1 | 1 | 10 | 2  | +8  |
| 2.   | Colombia  | 5  | 4 | 2 | 1 | 1 | 5  | 2  | +3  |
| 3.   | Venezuela | 2  | 4 | 0 | 2 | 2 | 1  | 12 | -11 |

### Gruppo B

#### Risultati

##### Andata
| Arbitro: | Sierra |

|                   |           |          |
| Reynaldo 29’, 66’ | Marcatori | 5’ López |

| Arbitro: | Sánchez |

|                          |           |                             |
| Aragonés 36’ (rig.), 63’ | Marcatori | 30’ (rig.) Roberto Dinamite |

| Arbitro: | Pérez |

|                  |           |            |
| Zico 2’ Tita 54’ | Marcatori | 29’ Coscia |

##### Ritorno
| Arbitro: | Vásquez |

|                                        |           |  |
| Passarella 1’ Gáspari 15’ Maradona 65’ | Marcatori |  |

| Arbitro: | Vergara |

|                   |           |  |
| Tita 46’ Zico 90’ | Marcatori |  |

| Arbitro: | Cerullo |

|                            |           |                          |
| Passarella 38’ R. Díaz 71’ | Marcatori | 17’, 65’ (rig.) Sócrates |

#### Classifica
| Pos. | Squadra   | Pt | G | V | N | P | GF | GS | DR |
| ---- | --------- | -- | - | - | - | - | -- | -- | -- |
| 1.   | Brasile   | 5  | 4 | 2 | 1 | 1 | 7  | 5  | +2 |
| 2.   | Bolivia   | 4  | 4 | 2 | 0 | 2 | 4  | 7  | -3 |
| 3.   | Argentina | 3  | 4 | 1 | 1 | 2 | 7  | 6  | +1 |

### Gruppo C

#### Risultati

##### Andata
| Arbitro: | Espósito |

|                          |           |                            |
| Torres Garcés 64’ (rig.) | Marcatori | 22’ Talavera 77’ Solalinde |

| Arbitro: | Arppi Filho |

|                       |           |                      |
| Tenorio 6’ Alarcón 9’ | Marcatori | 79’ (rig.) Victorino |

| Asunción 20 settembre 1979 | Paraguay | 0 – 0 | Uruguay | Estadio Defensores del Chaco (25.000 spett.)\| Arbitro: \| Vásquez \| |
| Arbitro:                   | Vásquez  |       |         |                                                                       |

##### Ritorno
| Arbitro: | Gnecco |

|                         |           |  |
| E. Morel 27’ Osorio 48’ | Marcatori |  |

| Arbitro: | Scolfaro |

|                              |           |             |
| Bica 4’ Victorino 57’ (rig.) | Marcatori | 77’ Klinger |

| Arbitro: | Pérez |

|                          |           |                   |
| Milar 54’ (rig.) Paz 83’ | Marcatori | 34’, 88’ E. Morel |

#### Classifica
| Pos. | Squadra  | Pt | G | V | N | P | GF | GS | DR |
| ---- | -------- | -- | - | - | - | - | -- | -- | -- |
| 1.   | Paraguay | 6  | 4 | 2 | 2 | 0 | 6  | 3  | +3 |
| 2.   | Uruguay  | 4  | 4 | 1 | 2 | 1 | 5  | 5  | 0  |
| 3.   | Ecuador  | 2  | 4 | 1 | 0 | 3 | 4  | 7  | -3 |

## Semifinali

### Andata
| Arbitro: | Arppi Filho |

|              |           |                  |
| Mosquera 71’ | Marcatori | 36’, 76’ Caszely |

| Arbitro: | Barreto |

|                           |           |              |
| E. Morel 16’ Talavera 35’ | Marcatori | 79’ Palhinha |

### Ritorno
| Santiago del Cile 24 ottobre 1979 | Cile       | 0 – 0 | Perù | Estadio Nacional de Chile (75.000 spett.)\| Arbitro: \| Cardellino \| |
| Arbitro:                          | Cardellino |       |      |                                                                       |

| Arbitro: | Espósito |

|                                |           |                           |
| Falcão 29’ Sócrates 61’ (rig.) | Marcatori | 31’ M. Morel 68’ Romerito |

## Finale

### Andata
| Arbitro: | Da Rosa |

|                                |           |  |
| Romerito 12’, 85’ M. Morel 36’ | Marcatori |  |

### Ritorno
| Arbitro: | Barreto |

|           |           |  |
| Rivas 10’ | Marcatori |  |

### Spareggio
| Buenos Aires 11 dicembre 1979 | Paraguay | 0 – 0 (d.t.s.) | Cile | Estadio José Amalfitani (6.000 spett.)\| Arbitro: \| Coelho \| |
| Arbitro:                      | Coelho   |                |      |                                                                |

Paraguay vincitore in virtù della miglior differenza reti negli scontri diretti.

## Classifica marcatori
4 gol
- Peredo;
- E. Morel.

3 gol
- Sócrates;
- Caszely e Rivas;
- Romero.

2 gol
- Passarella;
- Aragonés e Reynaldo;
- Tita e Zico;
- M. Morel e Talavera;
- Victorino.

1 gol
- Coscia, Díaz, Gáspari, López e Maradona;
- Falcão, Palhinha e Roberto Dinamite;
- Soto, Véliz e Yáñez;
- Chaparro, Díaz, Iguarán, Morón e Valverde;
- Alarcón, Klinger, Tenorio e Torres Garcés;
- Osorio e Solalinde;
- Mosquera;
- Bica, Milar e Paz;
- Carvajal.

## Arbitri
- Carlos Espósito
- Abel Gnecco
- Luis Barrancos
- Romualdo Arppi Filho
- Arnaldo César Coelho
- Oscar Scolfaro
- Sergio Vásquez
- Orlando Sánchez
- Octavio Sierra

- Wilfredo Cáceres
- Enrique Labó
- César Pagano
- Edison Pérez
- Ramón Barreto
- Juan Daniel Cardellino
- Roque Cerullo
- Luis Da Rosa
- José Vergara